# 金正男 (サッカー選手)
金正男（キム・ジョンナム、김정남、1943年1月28日 - ）は、韓国出身の元サッカー選手、サッカー指導者。ポジションはDF。
1980年代に韓国代表監督を務め、1986年のメキシコワールドカップ出場に導いた人物。現役時代にはDFとして、監督としてはメキシコW杯アジア最終予選において日本の前に立ちはだかった。女優のハン・ジミンは姪にあたる。
2010年現在、Kリーグ副会長。

## 所属クラブ
- 高麗大学校 1963-1966
- 大韓民国国軍体育部隊第1競技隊サッカー部 1966-1967
- 陽地 1967-1970
- 韓国為替銀行FC 1970-1975

## 指導歴
- 1980年-1982年 :  韓国代表 コーチ
- 1985年-1992年 :  油公エレファンツ 監督
- 1985年-1988年 :  韓国代表 監督
- 1998年 :  山東魯能 監督
- 1999年 :  青島中能 監督
- 2000年8月-2008年 :  蔚山現代FC 監督

## タイトル

### 選手時代
高麗大学校
- 全国サッカー選手権大会:1回（1963）

陽地
- 全国サッカー選手権大会:1回（1968）
- 大統領杯全国サッカー大会:1回（1968）

韓国代表
- アジア競技大会:1回（1970）

個人
- 大韓サッカー協会ベストイレブン:3回（1969、1970、1971）
- 韓国年間最優秀選手:1回（1971）

### 監督時代
油公エレファンツ
- Kリーグ1:1回（1989）

蔚山現代FC
- Kリーグ1:1回（2005）
- 韓国スーパーカップ:1回（2006）
- 韓国リーグカップ:1回（2007）
- A3チャンピオンズカップ:1回（2006）

韓国代表
- アジア競技大会:1回（1986）

個人
- Kリーグ1 年間最優秀監督:1回（1989）